# La Cumbre (Hiszpania)
La Cumbre – gmina w Hiszpanii, w prowincji Cáceres, w Estramadurze, o powierzchni 113,52 km². W 2011 roku gmina liczyła 933 mieszkańców.